# Büssing
Бюссинг (нем. Büssing) — немецкая компания, основанная в Брауншвейге инженером-механиком Генрихом Бюссингом в 1903 году. Компания занималась производством грузовых автомобилей, омнибусов и моторов для них. 31 декабря 1930 года компания объединилась с Национальным автомобильным обществом (NAG AG) из Берлина в общество Büssing-NAG, ставшее крупнейшей компанией Центральной Европы по производству грузовиков и автобусов.
Контрольный пакет акций Büssing-NAG был куплен компанией MAN.
Особенностью грузовиков и автобусов было размещение под рамой бензинового мотора и дизеля (Unterflurmotor).

## История

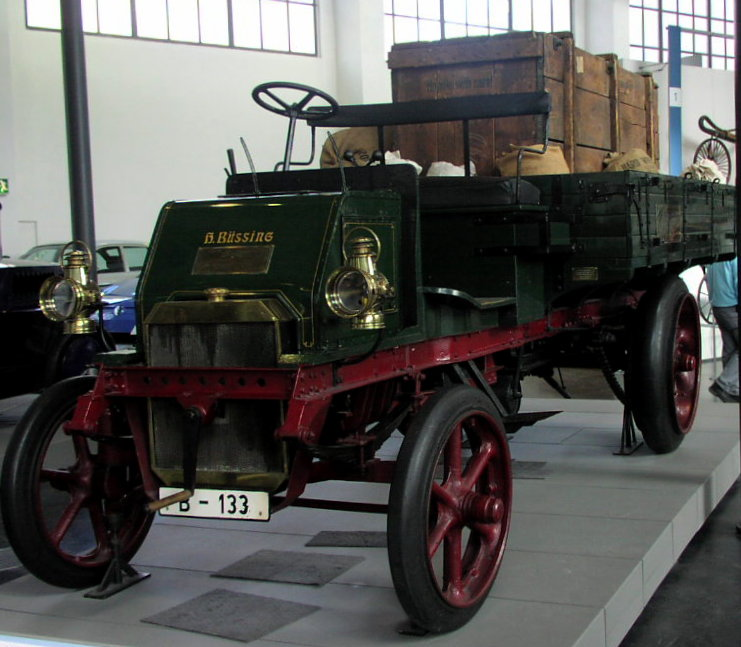
Грузовик Büssing ZU-550 1903 года выпуска в Немецком музее

Первый трёхтонный грузовик «Graue Katze» (Серый кот) был изготовлен 22 октября 1903 года. Генрихом Бюссинг (1843—1929) спроектировал 10-местный автобус ещё в 1900 году. Он имел трёхступенчатую коробку передач и цепной привод на задние колеса. В следующем году начался выпуск 12-местных автобусов, для которых открыли первую 15 километровую автобусную линию. Данные автобусы развивали скорость до 30 км в час. Наибольший автобус этого периода перевозил 38 пассажиров. Генрих Бюссинг заложил в Берлине транспортное агентство, обслуживающее грузовики его фирмы. Около 400 комплектов шасси автобусов было продано в Лондон, где на их базе фирма Straker-Squire выпустила первые лондонские двухэтажные автобусы. В Вене по лицензии компании был начат выпуск грузовиков и автобусов (1907) фирмой Maschinenfabrik A. Fross (владельцы — Гедвик Бюссинг и её муж Антон Фроссей). В межвоенный период из 130 автобусов Вены 100 было изготовлено именно этой компанией.
С 1913 года эмблемой компании Büssing являлся брауншвейгский лев — исторический символ города Брауншвейг. Во время Первой мировой войны был налажен выпуск бронеавтомобиля Büssing A5P. Из-за послевоенных трудностей компания была реорганизована в коммандитное товарищество, а впоследствии являлось акционерным обществом, обществом с ограниченной ответственностью (1943). В 1926 года на завод начал изготавливать свою продукцию на конвейере, что позволило ежемесячно изготавливать до 250 автомашин.
C 1944 по март 1945 года компания использовала труд узников нацистских концлагерей в Брауншвейге. Данные лагеря являлись подразделениями концентрационного лагеря «Нойенгамме».
Во время Второй мировой войны, и в дальнейшем, компания выпускала грузовики, автобусы, бронетранспортеры SdKfz 252. По состоянию на 1950 год компания была крупнейшим производителем автобусов в ФРГ и третьей по производству грузовиков. С 1964 года начался выкуп акций компании союзом Salzgitter AG / LHB-Waggonbau, который впоследствии продал их компании MAN. Заводы компании Büssing стали подразделением MAN, которая присвоила им эмблему — льва. Некоторое время заводы изготавливали грузовики и автобусы под брендом MAN-Büssing, а затем из названия слово «Büssing» было изъято.

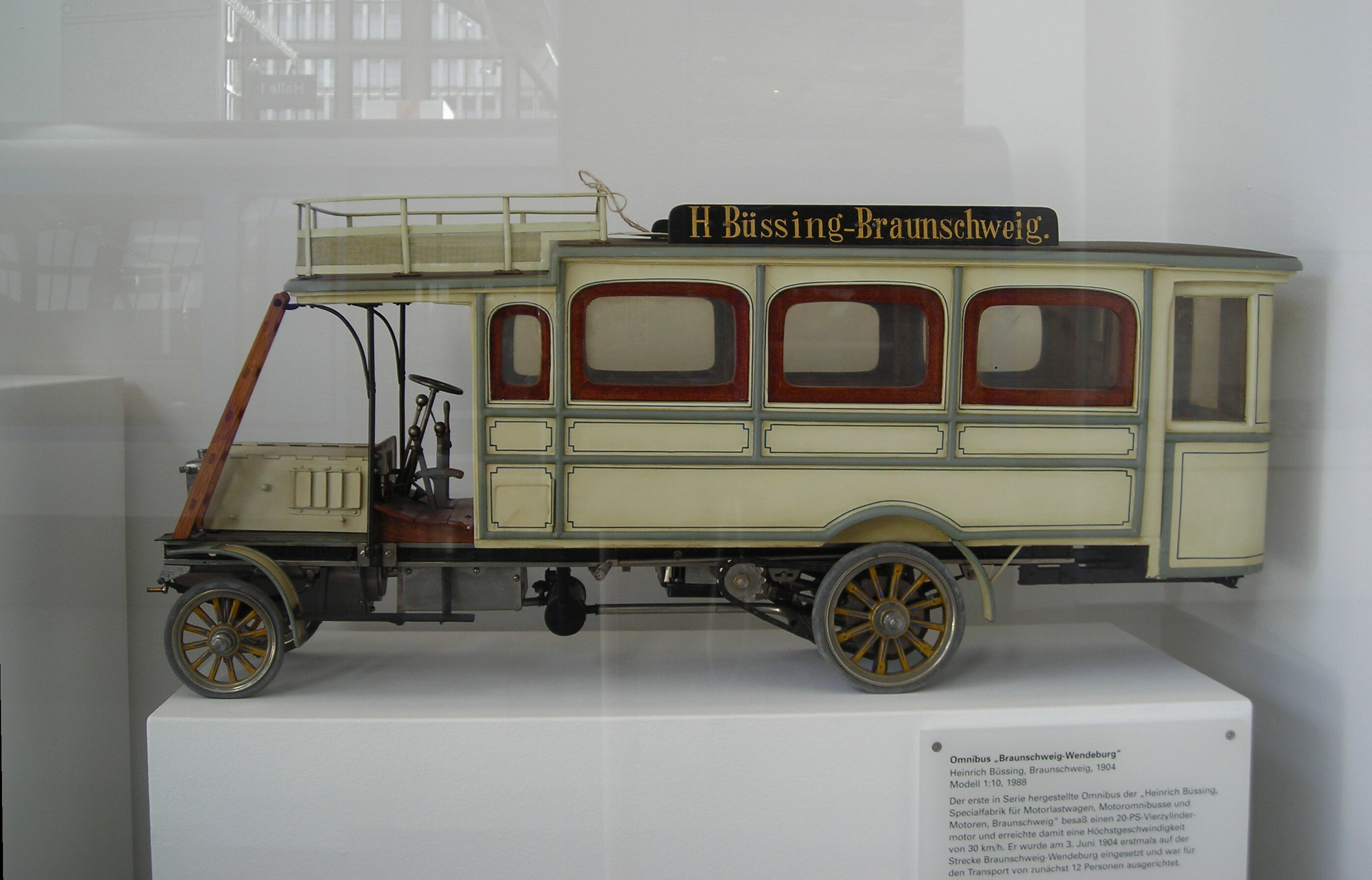
Первый автобус Büssing
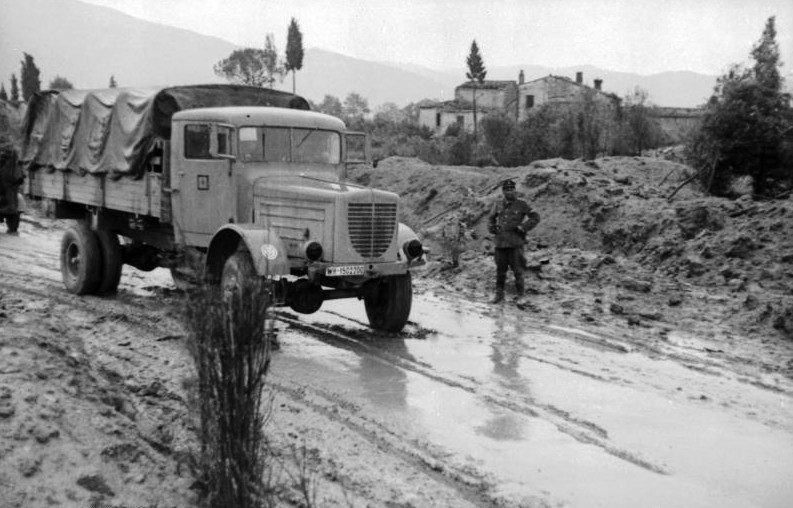
Грузовик Büssing. 1944
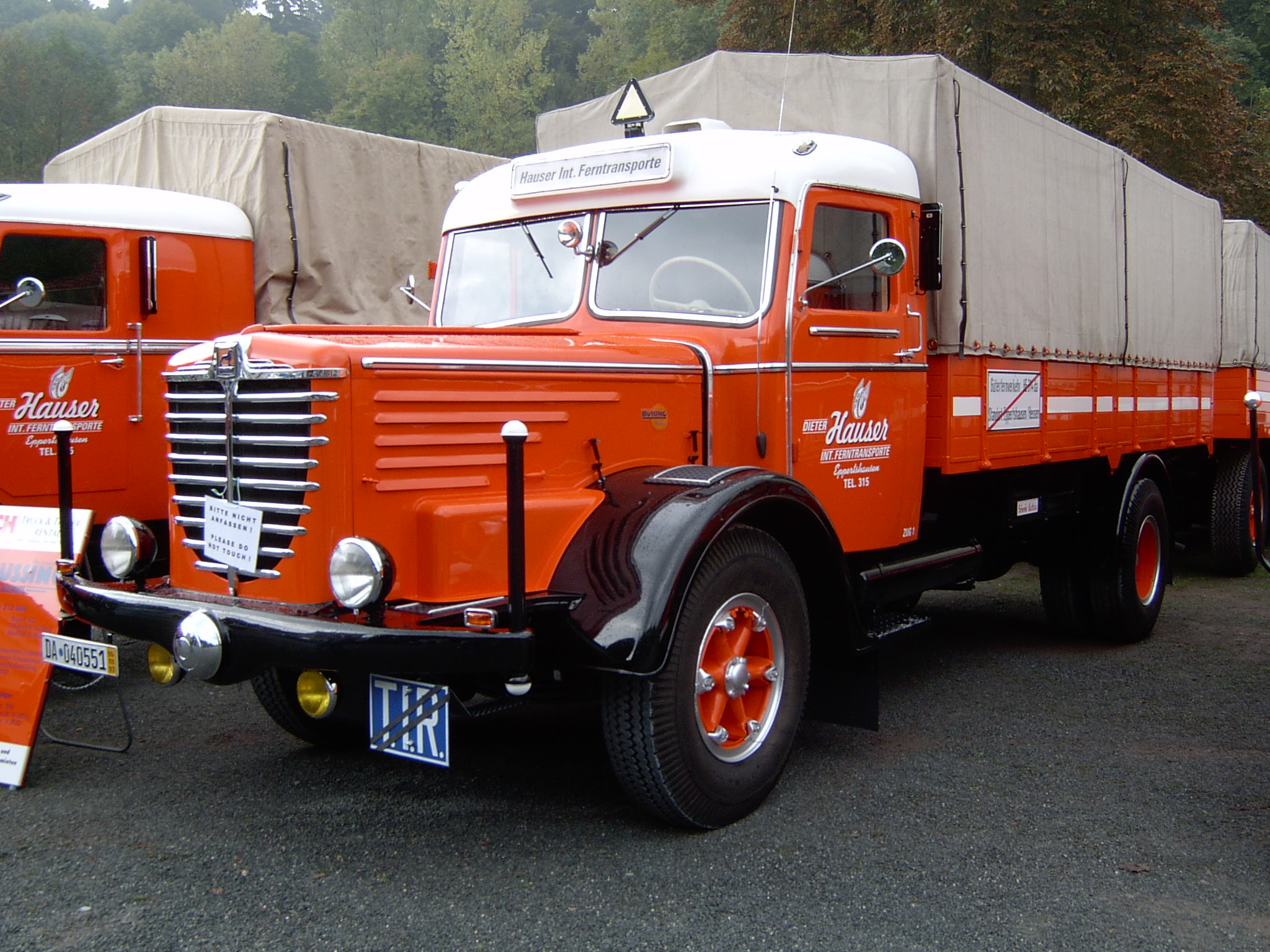
Грузовик Büssing 8000 (1950-1954)
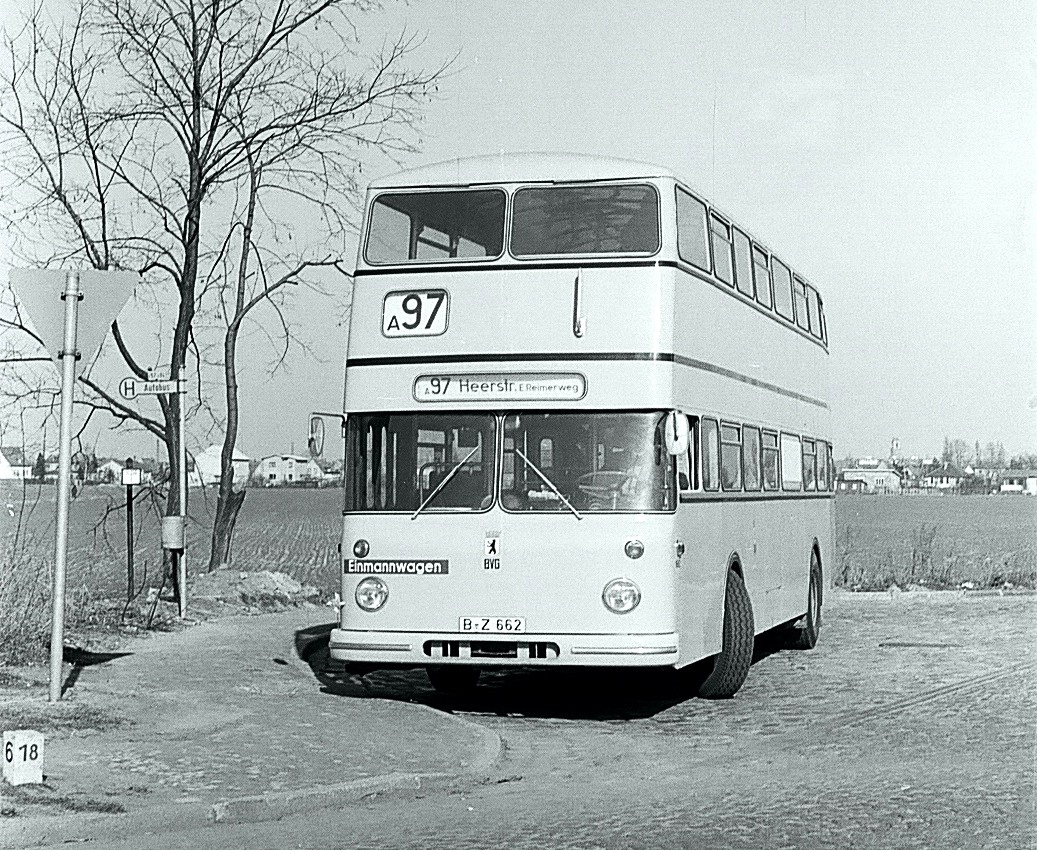
Автобус DE65. 1965
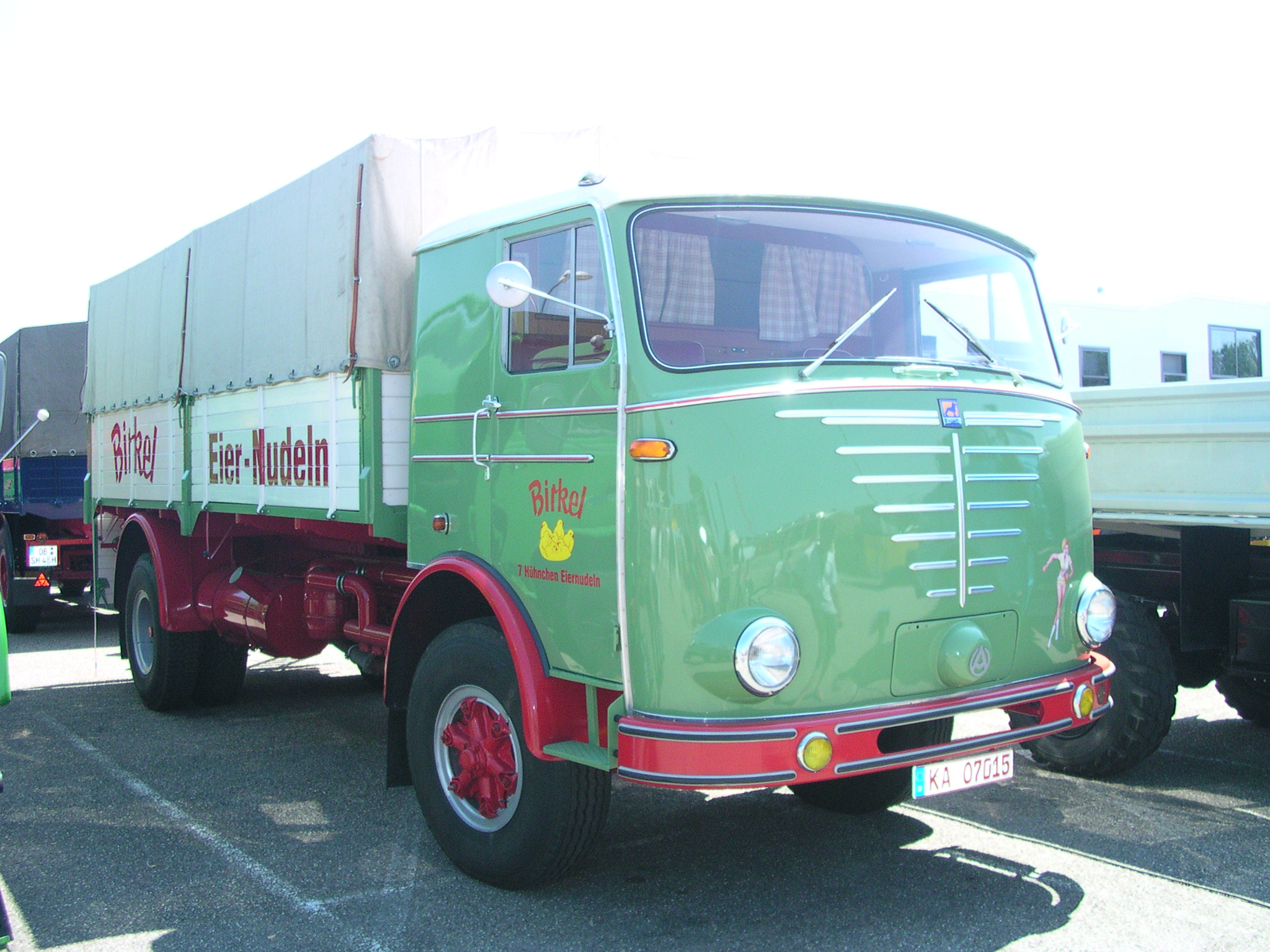
Büssing LU 11 (1961-1963)